# Communistische Partij van Moldavië
De Communistische Partij van Moldavië (Roemeens: Partidul Comunist al Moldovei; Moldavisch Cyrillisch: Партидул Комунист ал Молдовей; Russisch: Коммунистическая партия Молдавии) was de enige toegestane partij in de Moldavische SSR tussen 1940 en 1990.

## Geschiedenis
Op 2 augustus 1940 werd de Moldavische Socialistische Sovjetrepubliek opgericht die dezelfde dag nog toetrad tot de Sovjet-Unie. De nieuwe deelrepubliek was een samensmelting van de Moldavische Autonome Socialistische Sovjetrepubliek en de tot dan toe Roemeense provincies Bessarabië en Boekovina. De Communistische Partij van Moldavië (PCM) werd de enige legale partij en kreeg een leidende rol toebedeeld in de totstandkoming van een socialistische maatschappij. De partij sloot zich aan de bij de Al-Unie Communistische Partij (bolsjewieken), de partij die in 1952 de naam Communistische Partij van de Sovjet-Unie aannam. In 1941 veroverde Roemenië in samenwerking met Nazi-Duitsland Bessarabië en het noorden van Boekovina. De PCM leidde het verzet tegen de Roemeense bezetting en gaf leiding aan de partizaneneenheden. Na de wapenstilstand tussen Roemenië en de Sovjet-Unie in de zomer van 1944 werden Bessarabië en Boekovina teruggegeven aan de USSR. Als enige toegestane partij stond de PCM aan de wieg van de collectivisatie van de landbouw (1946-1950) waarbij meer dan 100.000 mensen het leven lieten. Tot de periode van destalinisatie (1956-1964) regeerde de PCM op totalitaire wijze. Van 1950 tot 1952 was de latere Sovjetleider Leonid Brezjnev eerste secretaris van de PCM. Na een periode van dooi die duurde van de late jaren vijftig tot midden jaren zestig, waarbij er sprake was van enige liberalisering, ook binnen de partijgelederen, werden de teugels weer aangetrokken.
Vanaf de jaren zeventig leefde het Moldavisch nationalisme op. De nationalisten streefden naar eenwording van Moldavië met Roemenië. Op 16 november 1989 werd Petru Lucinschi, een gematigde nationalist, eerste secretaris van de PCM. Grigore Eremei volgde Lucinschi in februari 1991 op en bereidde de autonomie van de PCM ten opzichte van de CPSU voor. De mislukte augustusstaatsgreep in Moskou (1991), die overigens werd veroordeeld door Eremei, leidde er echter toe dat de PCM op 23 augustus 1991 werd verboden. Op 27 augustus 1991 riep Moldavië de onafhankelijkheid uit.
De Partij van Communisten van de Republiek Moldavië (opgericht in 1993) beschouwt zichzelf als de opvolger van de PCM

## Partijstructuur
Het hoogste orgaan van de partij was het Congres. Veel machtiger in de praktijk was het door het Congres gekozen Centraal Comité. De eerste secretaris van het Centraal Comité was de leider van de PCM.

## Eerste secretarissen
| No.                  | Imagen               | Naam                        | Begin termijn        | Einde termijn        |
| Eerste secretarissen | Eerste secretarissen | Eerste secretarissen        | Eerste secretarissen | Eerste secretarissen |
| -------------------- | -------------------- | --------------------------- | -------------------- | -------------------- |
| 1                    |                      | Piotr Borodin (1905-1986)   | 15 augustus 1940     | 11 februari 1942     |
| 2                    |                      | Nikita Salogor (1901-1981)  | 13 februari 1942     | 5 januari 1946       |
| 3                    |                      | Nicolae Coval (1904-1970)   | 5 januari 1946       | 3 november 1950      |
| 4                    |                      | Leonid Brezjnev (1906-1982) | 3 november 1950      | 16 april 1952        |
| 5                    |                      | Dmitri Gladki (1911-1959)   | 16 april 1952        | 7 februari 1954      |
| 6                    |                      | Zinovie Serdiuk (1903-1982) | 8 februari 1954      | 29 mei 1961          |
| 7                    |                      | Ivan Bodiul (1918-2013)     | 29 mei 1961          | 30 december 1981     |
| 8                    |                      | Semion Grossu (*1934)       | 30 december 1981     | 16 november 1989     |
| 9                    |                      | Petru Lucinschi (*1940)     | 16 november 1989     | 4 februari 1991      |
| 10                   | sinmarco             | Grigore Eremei (*1935)      | 4 februari 1991      | Augustus 1991        |